# باول ميلر (لاعب كرة قدم أمريكية أمريكي)
باول ميلر (بالإنجليزية: Paul Miller) هو لاعب كرة قدم أمريكية أمريكي، ولد في 8 نوفمبر 1930 في ماندفيل في الولايات المتحدة، وتوفي في 24 يناير 2007.

## وصلات خارجية
- بول ميلر على موقع مرجع كرة القدم المحترفة.كوم (الإنجليزية)